# Норберт Ешманн
Норберт Ешманн (нім. Norbert Eschmann, 19 вересня 1933, Безансон — 13 травня 2009, Лозанна) — швейцарський футболіст, що грав на позиції півзахисника, зокрема, за клуб «Марсель», а також національну збірну Швейцарії. По завершенні ігрової кар'єри — тренер.
Дворазовий чемпіон Швейцарії. Володар кубка Швейцарії.

## Клубна кар'єра
У футболі дебютував 1951 року виступами за команду «Лозанна», в якій провів три сезони. Протягом цих років виборов титул чемпіона Швейцарії.
Згодом з 1954 по 1958 рік грав у складі команд «Ред Стар», «Лозанна» та «Серветт».
Своєю грою за останню команду привернув увагу представників тренерського штабу клубу «Марсель», до складу якого приєднався 1958 року. Відіграв за команду з Марселя наступні два сезони своєї ігрової кар'єри. Більшість часу, проведеного у складі «Марселя», був основним гравцем команди.
Протягом 1961—1969 років захищав кольори клубів «Стад Франсе», «Лозанна», «Сьйон», «Янг Бойз» та «Локарно». Протягом цих років знову виборов титул чемпіона Швейцарії і став володарем кубка з «Лозанною».
Завершив професійну ігрову кар'єру у клубі «Мартіньї», за команду якого виступав протягом 1969—1971 років.

## Виступи за збірну
1956 року дебютував в офіційних матчах у складі національної збірної Швейцарії. Протягом кар'єри у національній команді провів у її формі 15 матчів, забивши 3 голи.
Був присутній в заявці збірної на чемпіонаті світу 1954 року у Швейцарії, але на поле не виходив.
У складі збірної був учасником чемпіонату світу 1962 року у Чилі, де зіграв проти господарів (1-3) та ФРН (1-2).

## Кар'єра тренера
Розпочав тренерську кар'єру, ще продовжуючи грати на полі, 1967 року, очоливши тренерський штаб клубу «Локарно».
Останнім місцем тренерської роботи був клуб «Мартіньї», головним тренером команди якого Норберт Ешманн був з 1969 по 1971 рік.
Помер 13 травня 2009 року на 76-му році життя у місті Лозанна.

## Титули і досягнення

### Командні
- Чемпіон Швейцарії (2):

«Лозанна»: 1950-1951, 1964-1965
- Володар кубка Швейцарії (1):

«Лозанна»: 1963—1964

### Особисті
Найкращий бомбардир кубка ярмарків: 1958 (4)